# Antheraea taripaensis
Antheraea taripaensis is een vlinder uit de familie nachtpauwogen (Saturniidae), onderfamilie Saturniinae.
De wetenschappelijke naam van de soort is voor het eerst geldig gepubliceerd door Naumann, Naessig & Holloway in 1996.